# .ru
Pour les articles homonymes, voir RU.
.ru est le domaine de premier niveau national (country code top level domain : ccTLD) réservé à la Russie depuis le 7 avril 1994.

## Nom de domaine internationalisé
.рф (Российская Федерация, « Fédération russe » ; xn--p1ai en punycode) est un domaine de premier niveau national pour la Russie. Il devait être mis en service en 2008, mais les enregistrements n'ont finalement commencé que le 25 novembre 2009. Il est lancé depuis le 13 mai 2010.
Les noms de ces sites dans ce nouveau domaine sont seulement en cyrillique. C'est le premier domaine de premier niveau en cyrillique dans le monde.
« .ру » (la transcription directe de « .ru » en cyrillique) ou « .ро » (l’abréviation de « Россия », c’est-à-dire « Russie ») ont été évités pour ne pas introduire de confusion avec (respectivement) « .py » (code du Paraguay) et « .po » (code non assigné), qui sont graphiquement proches dans l’alphabet latin.
Les premiers sites de cette zone qui ont été lancés sont президент.рф (correspondant à kremlin.ru) et правительство.рф.